# Plaza Bolívar (El Hatillo)

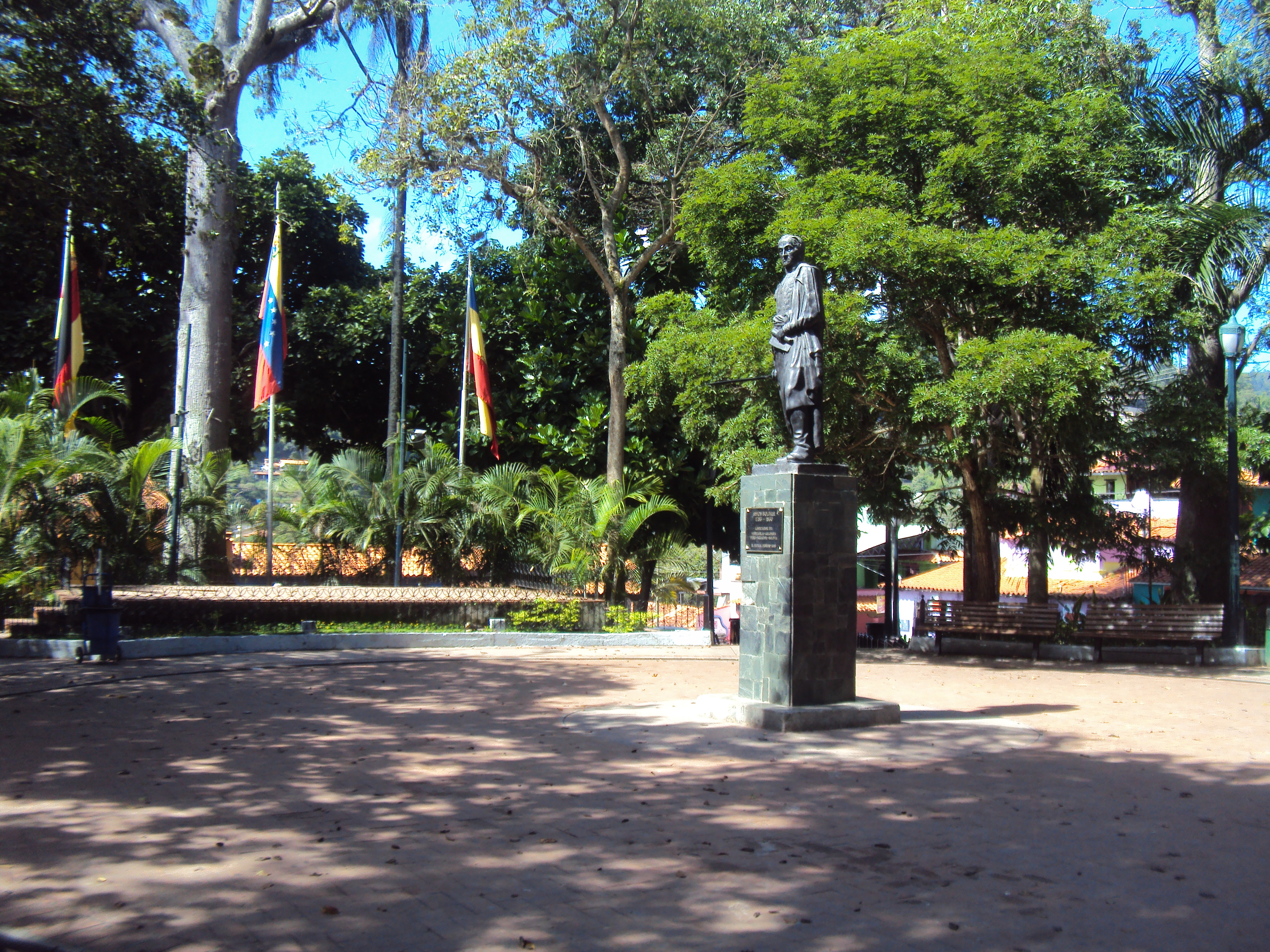
Plaza Bolívar de El Hatillo. Simón Bolívar, a diferencia del uso más común, no está en un caballo.

La Plaza Bolívar es la principal plaza del pueblo El Hatillo y uno de los sitios más visitados por los turistas y residentes de la zona. A sus alrededores, está ubicada la iglesia Santa Rosalía, la Alcaldía del Hatillo, y varios bares, restaurantes y cafés. En el medio de la plaza, está ubicada la estatua de Simón Bolívar que como en todos los pueblos de Venezuela indica que es la plaza más importante de la región o pueblo.